# Dominio Kringle

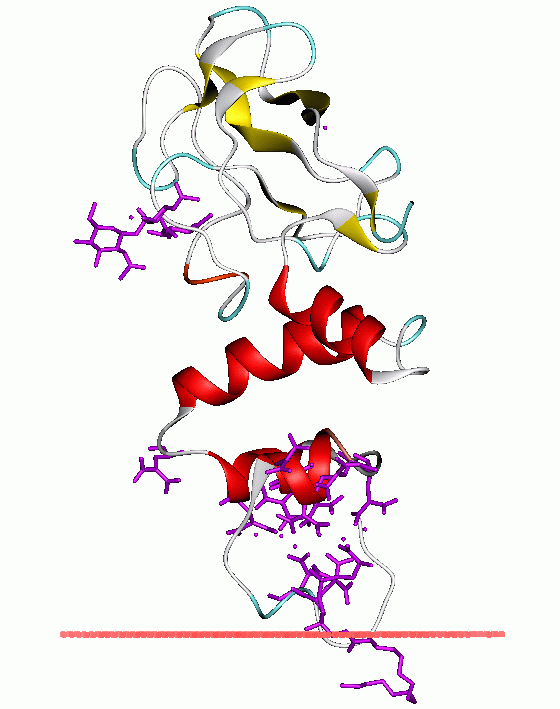
Fragmento 1 de la protrombina bovina en un complejo con calcio y lisofosfatidilserina.

El dominio Kringle es un dominio de proteínas que se pliega en grandes bucles estabilizados por tres enlaces disulfuro. Estos dominos son importantes en las interacciones proteína-proteína con factores de coagulación de la sangre. El nombre proviene del pastel escandinavo kringle, debido a que estas estructuras se asemejan a su forma.
Los dominios Kringle se han encontrado en plasminógeno, factor de crecimiento de hepatocitos, protrombina, y lipoproteína (a).
Los dominios Kringle se encuentran en las proteínas de la coagulación de la sangre y fibrinolíticas. Se piensa que estos dominios desempeñan un papel en la unión de mediadores (e.g. membranas, otras proteínas o fosfolípidos), y en la regulación de la actividad proteolítica. Los dominios Kringle se caracterizan por un bucle triple, una estructura de tres enlaces disulfuro, cuya conformación está definida por una serie de enlaces de hidrógeno y pequeñas piezas de láminas beta antiparalelas. Se encuentran en un número variable de copias en algunas proteínas del plasma, incluyendo la protrombina y activadores de plasminógeno tipo uroquinasa, que son proteasas de serina pertenecientes a la familia S1A de la peptidasa MEROPS.

## Proteínas humanas conteniendo este dominio
ATF;       F12;       F2;        HABP2;     HGF;       HGFAC;     KREMEN1;   KREMEN2;
LPA;       LPAL2;     MST1;      PIK3IP1;   PLAT;      PLAU;      PLG;       PRSS12;
ROR1;      ROR2;